# Molophilus burraganee
Molophilus burraganee är en tvåvingeart som beskrevs av Günther Theischinger 1992. Molophilus burraganee ingår i släktet Molophilus och familjen småharkrankar. Inga underarter finns listade i Catalogue of Life.